# بوژنا نمتسووا
بوژنا نمتسووا (انگلیسی: Božena Němcová؛ ۴ فوریهٔ ۱۸۲۰ ? – ۲۱ ژانویهٔ ۱۸۶۲) نویسنده اهل امپراتوری اتریش بود و در مرحله نهایی جنبش احیای ملی چک، فعالیت داشت.
تصویر او بر روی اسکناس ۵۰۰ کرونای چک نقش بسته است.

## زندگی‌نامه
بر اساس تاریخ‌هایی که اکثر نویسندگان چک تاکنون پذیرفته‌اند، بوژنا نمتسووا در سال ۱۸۲۰ با نام باربارا پانکل (یا باربارا پانکلوا بر اساس نام‌گذاری معمول چک برای زنان) در وین به عنوان دختر یوهان پانکل و ترزی نووتنا به دنیا آمد. دوران کودکی خود در نزدیکی شهر کوچک رتیبوریتسه زندگی می‌کرد، جایی که مادربزرگش مگدالنا نووتنا نقش مهمی در زندگی او داشت. نمتسووا بعدها مشهورترین رمان خود را با شخصیت اصلی الهام گرفته از مادربزرگش نوشت.
هنگامی که او ۱۷ ساله بود، با یوزف نمتس، که پانزده سال بزرگتر از خودش بود و به عنوان افسر گمرک کار می‌کرد پس کارمند دولت بود، ازدواج کرد. این ازدواج توسط والدین باربارا ترتیب داده شد و به ازدواج ناخوشایندی تبدیل شد، زیرا این زوج به خوبی یکدیگر را درک نمی‌کردند. نمتس مردی بی‌ادب و مستبد بود. او یک میهن‌پرست بوهمیایی بود که با مافوق‌هایش به خوبی کنار نمی‌آمد و اغلب به مکان‌های مختلف منتقل می‌شد و بعداً شغل خود را از دست می‌داد. این زوج چهار فرزند داشتند و از بی‌پولی رنج می‌بردند. نمتسووا در فقر درگذشت و از شوهرش دور شد. گفته می‌شود که او با شاعر واتسلاو بولمیر نبسکی رابطه صمیمی داشته است. میهن پرستان بوهمیایی مراسم تشییع جنازه باشکوهی برای او ترتیب دادند.

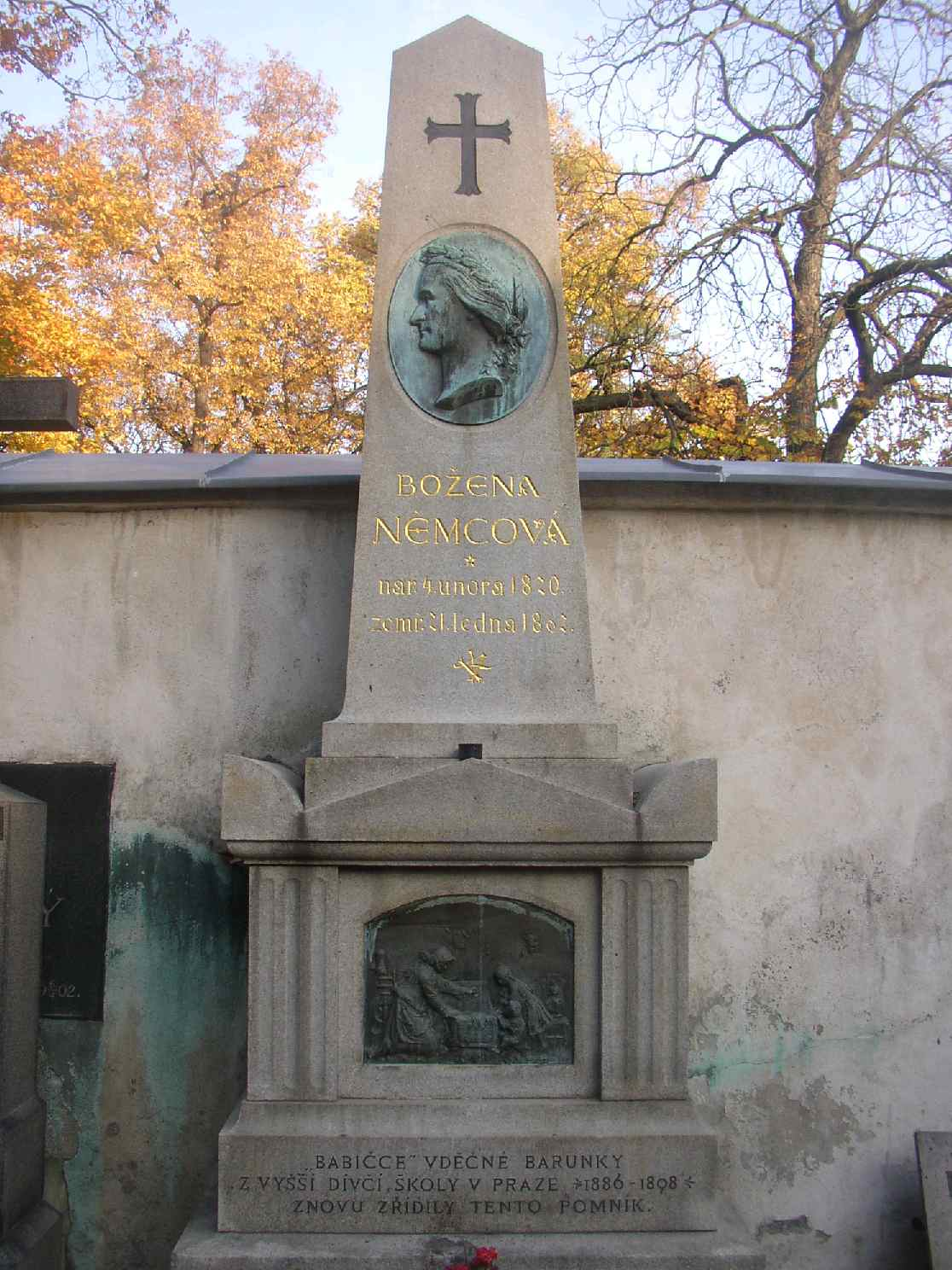
مقبره نمتسووا در گورستان ویشهراد

## گمانه‌زنی‌ها در مورد ریشه نمتسووا
برخی از نویسندگان تاریخ تولد و منشأ واقعی نمتسووا را زیر سؤال می‌برند. طبق یک فرضیه، نمتسوا می‌توانست سه تا چهار سال زودتر از آنچه قبلاً تصور می‌شد به دنیا بیاید و دختر نامشروع ویلهلمین، دوشس ساگان (۱۷۸۱–۱۸۳۹) باشد. هلنا سوبکوا، نویسنده کتاب‌های تاریخی عامه پسند در مورد نمتسووا، معتقد است که نمتسووا ممکن است در واقع خواهرزاده ویلهلمین بوده باشد. در سال ۱۸۱۶ یک دختر نامشروع از خواهر کوچکتر ویلهلمین، دوروته دو تالیران-پریگورد، و کنت کارل یوهان از کلام-مارتینیک (۱۷۹۲–۱۸۴۰) در بوربون-ل'آرشامبو (یک آبگرم فرانسوی) به دنیا آمد. این کودک به‌طور رسمی توسط مادرش به رسمیت شناخته نشد. او به عنوان ماری-هنریته دسالس ثبت شد. سرنوشت بعدی کودک مشخص نیست، و ممکن است که دوشس ویلهلمین ساگان بعداً دختر را به والدین نمتسووا داده باشد تا او را به عنوان فرزند خود تحت نام باربارا پانکلوا بزرگ کنند.
با این حال، هیچ‌یک از این گمانه زنی‌ها با تحقیقات جدی تاریخی به‌طور قطع ثابت نشده است.

## آثار

### رمان
- بابیچکا (مادربزرگ) (۱۸۵۵) – معروف‌ترین رمان نمتسووا دربارهٔ دختری جوان به نام بارونکا (شکل حیوان خانگی باربارا) و دوران کودکی او با مادربزرگش در حومه شهر است. این کتاب الهام گرفته از دوران کودکی خود نمتسووا در روستای راتیبوریتسه بود، جایی که او با والدین، خواهران و برادران و مادربزرگ مادری اش مگدالنا نووتنا زندگی می‌کرد.

دهکده زیر کوه (۱۸۵۵)

### افسانه‌ها و افسانه‌ها
- کلبه زیر کوه
- حدود دوازده گل همیشه بهار
- داستان‌ها و افسانه‌های ملی
- افسانه‌ها و افسانه‌های اسلواکی
- سیاست کشور
- خانه‌دار برای یک کلمه (نامه‌های فرانزنباد)
- نامه‌های دوست پسر به دوست دختر
- ستیبور قوی
- نه صلیب